# Diogo de Meneses, 1.º Conde da Ericeira
Diogo de Meneses, 1.º Conde da Ericeira (Lisboa, 1553 — Madrid, 1635) foi um aristocrata português.

## Biografia
Ele era o terceiro filho de D. Diogo de Meneses, 2.º senhor do Louriçal, comendador de Mendo Marques e de São Tiago de Cacém, do conselho de D. João III de Portugal, e de sua esposa Violante de Castro, filha de Simão de Miranda, camareiro do cardeal infante D. Henrique. Seus dois irmãos mais velhos, Simão e Henrique, foram mortos em Alcácer-Quibir, em 4 de agosto de 1578. Seu irmão caçula, Fernando, ficou cativo, como ele, no local.
Mordomo e gentil-homem de Filipe IV de Portugal, D. Diogo de Meneses se tornou senhor da vila da Ericeira por compra que fizera, juntamente com a quinta e o morgado de Mafra, pela quantia de 8.000 cruzados. O senhorio da Ericeira pertencia a D. António, prior do Crato. Tendo Filipe II de Espanha assenhoreando-se de Portugal, sequestrado todos os seus bens, passaram estes para a Coroa, deu portanto a vila da Ericeira a Luís Alvares de Azevedo, de juro e herdade. Morto Luís Alvares, passou a vila, por herança, a uma sua filha religiosa do convento de Odivelas, e esta a vendeu depois, com a quinta e morgado de Mafra, como se disse, a D. Diogo de Menezes.
O fidalgo partiu com el-rei D. Sebastião de Portugal para África em 1578, acompanhado de seus irmãos, e estiveram na batalha de Alcácer Quibir. D. Simão e D. Henrique morreram, e D. Diogo e D. Fernando ficaram cativos, conseguindo o resgate à sua custa, não aceitando o dinheiro que para esse efeito lhe levara Francisco da Costa por ordem de el-Rei.
Um desgosto que teve com seu irmão D. Fernando o obrigou a deixar Portugal e fixar residência em Madrid, onde mereceu atenções de Filipe IV, que o fez seu mordomo e gentil-homem, comendador de Cazevel na Ordem de Cristo, e deu-lhe o título de Conde da Ericeira por carta passada em Madrid a 1º de março de 1622. Aceitou a mercê para seu sobrinho-neto, D. Fernando de Menezes, neto de seu irmão D. Fernando, e filho de seu sobrinho D. Henrique, o qual, indo a Madrid, já o achou falecido. Deixou-lhe em testamento mais de 700 mil cruzados em móveis preciosos - somente o padroado da capela-mor do convento da Graça, de Lisboa, tinha quatro missas quotidianas e quatro ofícios.
Tinha casado com D. Isabel de Castro, filha de Álvaro Pires de Andrade, comendador de Torres Vedras. Não tiveram filhos. Comenta um cronista: «Os futuros Condes da Ericeira lavaram a nódoa de terem aceitado um título dado pelo Rei castelhano com os relevantes serviços que prestaram à sua pátria nos reinados de D. João IV, D. Afonso VI e D. Pedro II.